# 北京橡膠工業研究設計院
北京橡膠工業研究設計院（英語：Beijing Research & Design Institute of Rubber Industry），在1955年建立，前身為「轻工部橡胶工业试验所」、「化工部橡胶工业研究所」、「化工部北京橡胶工业设计院」，以及「化工部第四机电安装工程处」。
現時由中國化工橡膠總公司（中國化工集團公司旗下）全資擁有。
現時在中國內地經營轮胎、橡胶制品的基础研究，橡胶工业工程设计、机械设备、测试仪器和计算机应用技术的开发，橡胶物理、化学和成品测试、橡胶科技情报、标准化和计量服务。
現時院長為李高平。而總部則位於北京市海淀区阜石路甲19号， 2014年在天津市宝坻高科技园区，建设制品宝坻生产研发基地。

## 連結
- ChinaBRDI.com